# Microsericaria quadrinotata
Microsericaria quadrinotata är en skalbaggsart som beskrevs av Moser 1915. Microsericaria quadrinotata ingår i släktet Microsericaria och familjen Melolonthidae. Inga underarter finns listade i Catalogue of Life.